# Erebomorpha
Erebomorpha is een geslacht van vlinders van de familie spanners (Geometridae), uit de onderfamilie Ennominae.

## Soorten
- E. fulguraria Walker, 1860
- E. fulgurita Walker, 1860